# Изгубеният град
„Изгубеният град“ (на английски: The Lost City) е американска приключенска комедия от 2022 г. на режисьорите Арън и Адам Ний, които са съсценаристи със Орън Узиел и Дейна Фокс, а сюжетът е на Сет Гордън. Във филма участват Чанинг Тейтъм, Сандра Бълок, Даниъл Радклиф, Да'Вин Джой Рандолф и Брад Пит.
Световната премиера на филма се състои от „Саут Бай Саутуест“ на 12 март 2022 г., и във Съединените щати на 25 март от „Парамаунт Пикчърс“.

## Актьорски състав
| Актьор              | Роля                          |
| ------------------- | ----------------------------- |
| Сандра Бълок        | Лорета Сейдж / Анджела        |
| Чанинг Тейтъм       | Алън Каприсън / Даш МакМейхън |
| Даниел Радклиф      | Абигейл Феърфакс              |
| Да'Вин Джой Рандолф | Бет Хатен                     |
| Пати Харисън        | Алисън                        |
| Оскар Нунез         | Оскар                         |
| Брад Пит            | Джак Трейнър                  |
| Реймънд Лий         | Полицай Гомез                 |
| Боуен Уанг          | Модераторът Рей               |
| Адам Ний            | Полицай Сойер                 |